# 十三號霍里弗鎮區 (北卡羅萊納州阿拉曼斯縣)
十三號霍里弗鎮區（英語：Township 13, Haw River）是位於美國北卡羅萊納州阿拉曼斯縣的一個鎮區。

## 地方資料
十三號霍里弗鎮區的面積為37.27平方千米，皆為陸地。根據2020年美國人口普查的數據，當地共有人口6337人，而人口密度為每平方千米170.03人。